# Толстиков, Александр Николаевич
Александр Николаевич Толстиков (род. 25 января 1973, Молдавская ССР, СССР) — молдавский и российский футбольный агент, предприниматель. В 1990-х годах играл в футбол на позициях нападающего и полузащитника.
В 1992—1997 годах играл в высшем дивизионе Молдовы в составе клубов «Олимпия» Бельцы (1992), «Молдова» Боросений Ной (1992—1993), «Торентул» Кишинёв (1993—1996), МХМ-93 Кишинёв (1996—1997), «Сперанца» Ниспорены (1997). Сезон-1998 провёл в клубе второго российского дивизиона «Иртыш» Тобольск, летом 1999 сыграл три матча за астраханский «Волгарь-Газпром» из первого дивизиона. Выступал за болгарский клуб «Автотрейд» Аксаково.
В начале 2000-х создал первое в Юго-Восточной Азии спортивное агентство, работал в чемпионате Китая. В середине 2000-х получил лицензию футбольного агента, с 2009 — единоличный владелец агентства «D-Sports». В 2011—2012 — глава селекционного отдела ФК «Краснодар».
В 2015 году стал владельцем португальского клуба третьего дивизиона «Униан Лейрия», с которым подписали контракты ряд российских футболистов.
С ноября 2020 года вступил в должность технического директора ФК «Краснодар». По истечении контракта (30.06.2023) покинул пост технического директора ФК «Краснодар».